# 우스터셔주

우스터셔 주의 위치

우스터셔주(Worcestershire)는 영국 잉글랜드의 주이다. 면적은 1,741km2, 인구는 566,500명(2014년 기준), 인구 밀도는 325명/km2이다. 주도는 우스터이며, 이밖에 큰 도시로는 브롬스그로브, 드로이트위치, 이브셤, 키더민스터, 몰번, 레디치, 스투어포트온서번 등이 있다.
우스터셔 주의 북동쪽은 웨스트미들랜즈의 공업지대가 일부 걸쳐 있으며 나머지 지역은 대부분 농촌 지대로 되어 있다. 우스터셔 주는 총 여섯 개의 구로 나뉘며 우스터 구, 레디치 구, 와이채번 구, 몰번힐스구, 와이어포리스트구, 브롬스그로브구가 있다.

## 지리

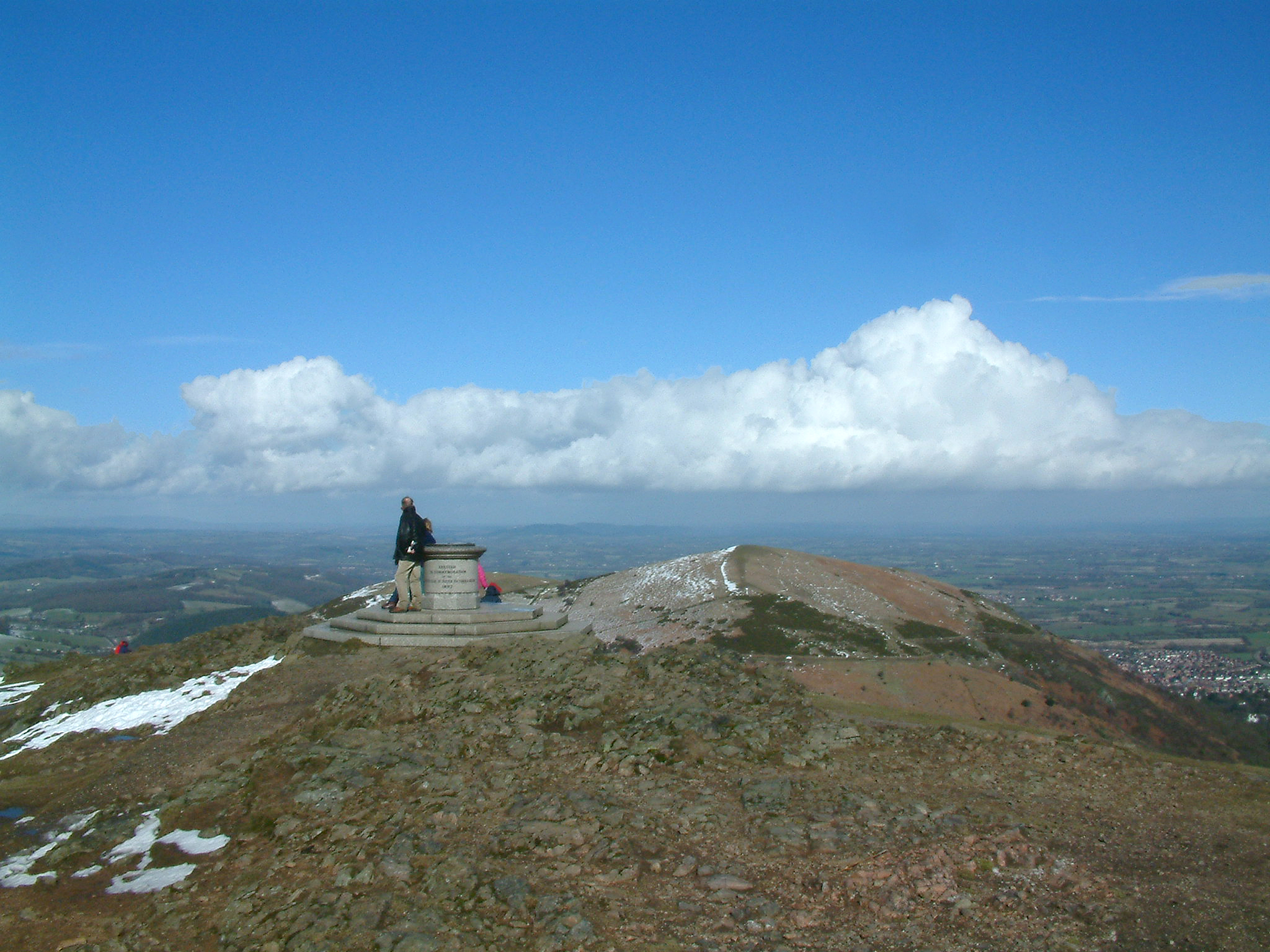
우스터셔 주에서 가장 높은 우스터셔 비콘의 정상

우스터셔 주는 헤리퍼드셔주, 슈롭셔주, 스태퍼드셔주, 웨스트미들랜즈주, 워릭셔주, 글로스터셔주와 접한다. 서쪽으로는 몰번 힐과 경계를 이룬다. 남쪽으로는 글로스터셔와 코츠월즈 북부 끝자락과 접하며, 동쪽으로는 워릭셔 지방이 있다.
몰번 힐은 우스터셔 주의 주요 산악 지형으로, 우스터셔 남부를 지나다 허리퍼드셔 주로 넘어간다. 화산 활동으로 생겨난 화성암과 변성암으로 이루어져 있는데 그 중에는 생성연대가 12억 년 전으로 거슬러 올라가는 것도 있다. 몰번 힐은 특별자연경관지역 (Area of Outstanding Natural Beauty)으로 지정되어 있기도 하다. 한편 우스터셔에서 가장 높은 우스터셔 비콘 (해발 425m)도 몰번 힐 자락에 위치해 있다.
몰번 힐을 제외한 나머지 지역은 울룩불룩한 언덕지대와 농지대로 이루어져 있는데, 후자의 경우 세번 계곡의 양쪽 지대를 따라 펼쳐져 있다. 우스터셔를 지나는 세번강은 영국에서 가장 긴 강으로 뷰들리, 스투어포트온세번, 우스터 등의 도시를 지난다. 또 이브셤 마을을 지나 흐르다 글로스터셔주 툭스베리에서 세번강에 합류하는 애번 강도 있다.
우스터셔 북부에는 침엽수림과 낙엽수림이 여러 곳 위치해 있다. 남부에는 이브셤 계곡이 지나가며 그 남쪽 끝에는 코츠월즈 자연경관구역이 자리한다.

## 역사

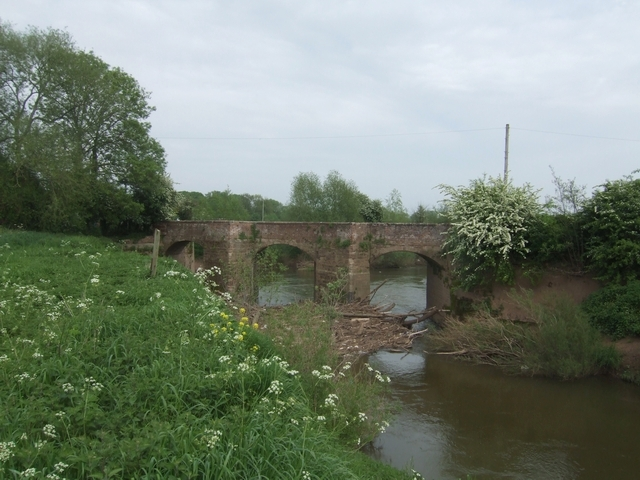
팀 강을 가로지르는 포윅 다리. 1642년 9월 23일 이곳에서 벌어진 전투로 잉글랜드 내전이 시작되었다.

우스터셔 지방은 휙체 (Hwicce)라고 하는 옛 잉글랜드 왕국의 심장부였다. 휙체 왕국은 7세기경 머시아 왕국에 흡수되었고 927년에는 잉글랜드 통일 왕국의 영토가 되었다. 10세기에는 잠시 앨더맨을 두기도 하였으나 11세기에는 머시아 백작령의 일부가 되었다. 노르만족의 침공이 있기에 앞서 우스터셔 지방에는 주교좌의 지원 하에 이브셤 수도원, 퍼쇼어 수도원, 맬번 소수도원 등의 여러 교회들이 점차 군림하게 되었다.
우스터셔 최후의 앵글로색슨 집정관은 래퍼른의 킨워드 (Cyneweard of Laughern)라는 인물이며, 노르만족 침공 이후 새로 들어온 첫 노르만 집정관은 위르스 다베토 (Urse d'Abetot)였다. 위르스 다베토는 우스터 성을 짓고 수많은 교회 소유의 토지를 장악하였다. 1265년에는 시몽 드 몽포르 백작이 우스터셔의 이브셤 전투에서 사망하였다. 이후 1642년 우스터셔에서 벌어진 포윅 다리 전투는 잉글랜드 내전의 서막을 알리는 첫번째 군사적 충돌이었다. 또 1651년에 벌어진 우스터 전투는 내전을 끝내는 데 영향을 주기도 하였다.
중세 시대 우스터셔의 지역 경제는 양털 교역을 기반으로 하였다. 또 페커넘 숲, 호어웰 숲, 맬번 체이스 등 우스터셔 지방의 울창한 숲지대는 산림법에 따라 왕실 수렵장으로 지정되었다. 19세기에는 장갑 생산의 중심지가 되었고, 각 마을별로 특화 산업이 발달하였다. 예컨대 키더민스터 마을은 카펫 생산의 중심지로, 레디치 마을은 바늘과 스프링, 고리 생산에 특화되었다. 한편으로 소금 퇴적지대에 위치한 드로이트위치스파는 고대 로마 시대부터 소금 생산 중심지로 로마 도로가 마을을 지나기도 하였다. 이후 이들 마을의 전통 산업은 점차 쇠락하였고 다른 업종, 더욱 다양한 경공업으로 대체되어 갔다.
이밖에도 우스터셔는 세계에서 가장 오래된 신문 중 하나를 지속해서 발간하고 있는 곳으로도 유명한데, 그 주인공은 바로 1690년에 창간된 〈버로스 저널〉이다. 또 맬번 마을은 맬번수 (Malvern water)라고 해서 "아무 것도 들어가 있지 않다"라는 말이 있을 정도로 온천수가 순수하기로 유명, 19세기경부터 잉글랜드 온천 마을의 중심지 중 하나로 꼽혀왔다.

## 문화

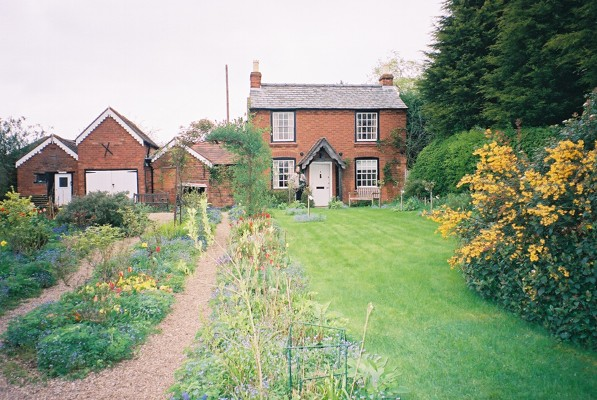
브로드히스에 위치한 영국 작곡가 에드워드 엘가의 생가. 지금은 박물관으로 쓰이고 있다.

우스터 시에서 북서쪽으로 10km 떨어진 지점에 위치한 브로드히스 마을은 영국의 유명 작곡가 에드워드 엘가가 태어난 고향으로 유명하며, 그가 태어난 생가도 보존되어 있다.
J. R. R. 톨킨의 대하소설 《호빗》과 《반지의 제왕》에서 나오는 가운데땅의 한 지역인 '셔'가 우스터셔에서 영감을 받았다는 이야기가 있다. 또 작중 빌보 배긴스의 집으로 나오는 '백 엔드'는 톨킨의 고모 제인이 우스터셔에 두었던 농장 이름을 따온 것으로 보인다. 톨킨은 "나에게 우스터셔란 (깔끔하든 지저분하든) 그 한곳 한곳이, 전세계 어느 곳도 아닌, 뭐라 말하기 힘든 '고향' (home)이다"라고 쓴 바 있다.

## 산업

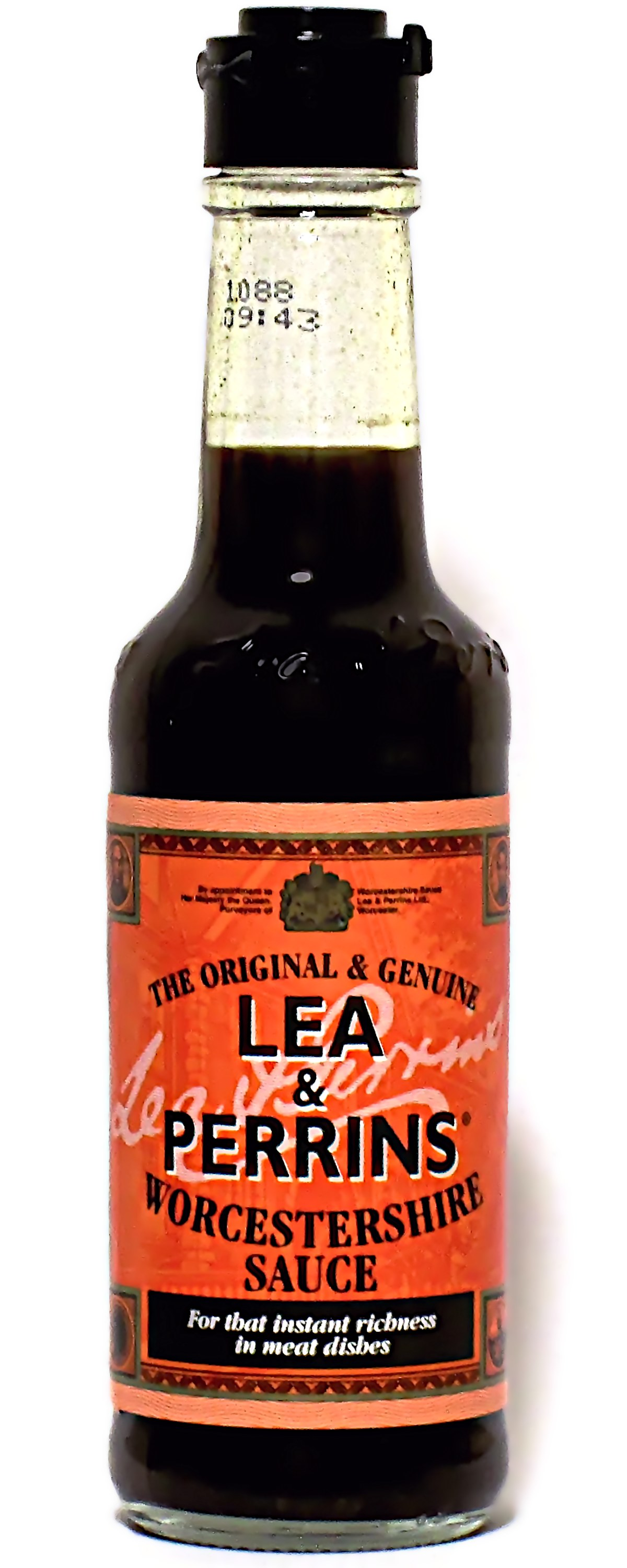
우스터셔를 대표하는 우스터셔 소스

우스터셔에서는 예로부터 대부분 지역에서 과일과 홉을 재배해왔다. 20세기 후반부터는 이들 품목의 비중이 크게 줄어들었지만 우스터셔 남부의 이브셤 계곡 주변 지역에는 과수원들이 여전히 대량으로 남아 있다. 우스터 시의 시장에는 지금은 보기 드문 지방 품종인 우스터 흑배가 세 개 그려져 있으며, 우스터셔 주의 문장에도 똑같이 흑배가 달린 배나무 그림이 들어가 있다. 사과 품종 중에서도 우스터 페어메인이라 하여 우스터에서 기원한 종이 있고, 우스터셔의 퍼쇼어라는 조그만 마을에서 유래하여 같은 이름이 붙여진 퍼쇼어 자두 (Pershore plum)는 그 일대에서 널리 재배되고 있다.
우스터셔는 몇 가지 지역 가공품으로도 유명하다. 대표적인 것이 우스터셔 소스로, 우스터셔 출신의 리 앤드 퍼린스가 만든 짭짤한 맛의 양념이다. 또 우스터 시내에는 한때 왕실용 자기 공장이 자리해 있기도 하였다. 우스터셔의 몰번 마을은 전통 스포츠카, '모건'의 고향으로도 유명하다.